# Blondelia frugale
Blondelia frugale är en tvåvingeart som först beskrevs av Charles Howard Curran 1934.  Blondelia frugale ingår i släktet Blondelia och familjen parasitflugor.
Artens utbredningsområde är Guyana. Inga underarter finns listade i Catalogue of Life.